# Musée d'Art de Iaroslavl

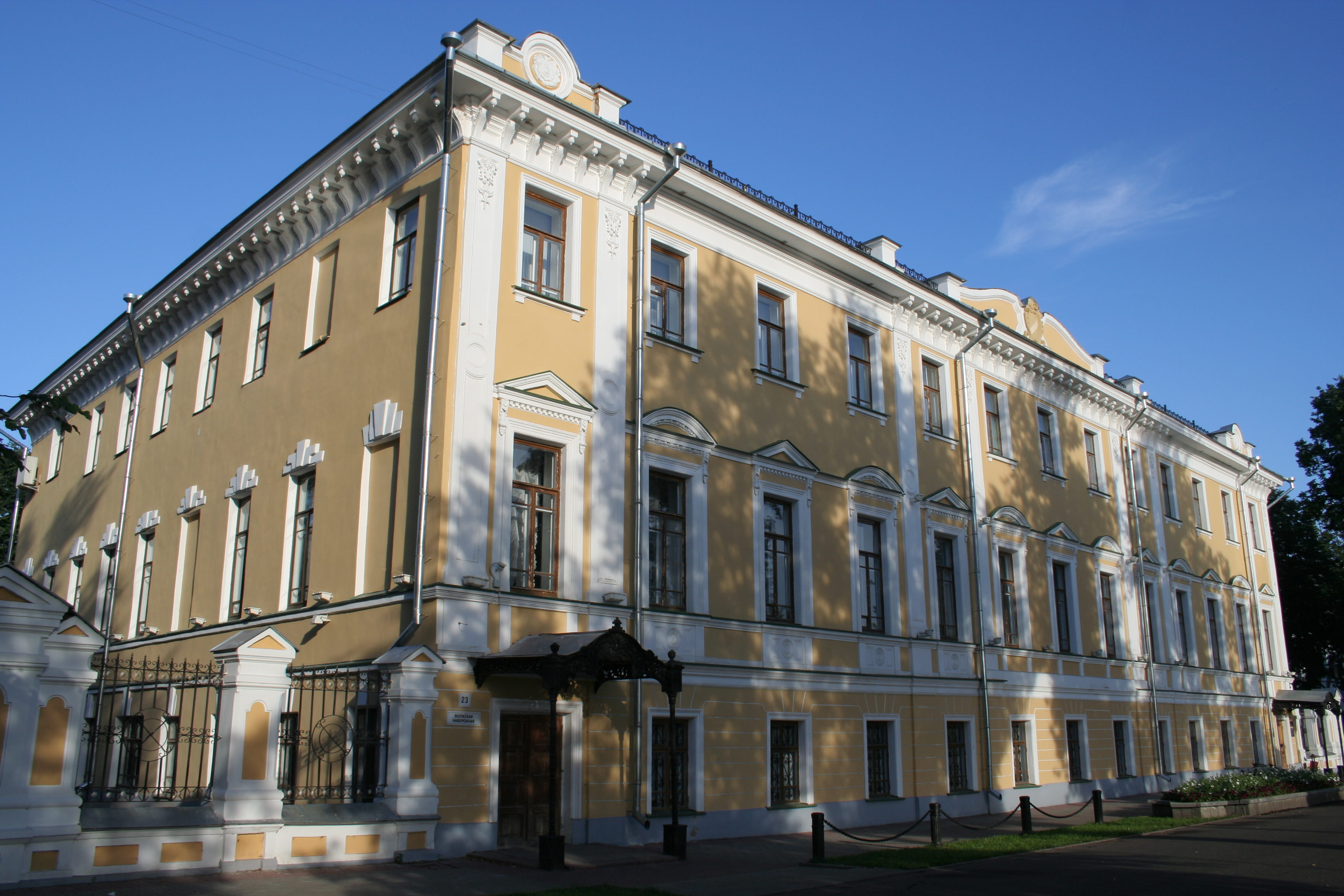
Façade du musée

Le musée d'art de Iaroslavl (en russe : Ярославский художественный музей) est un musée d'art qui se trouve en Russie à Iaroslavl, dans l'ancien palais du gouverneur, construit en 1821-1823.

## Historique

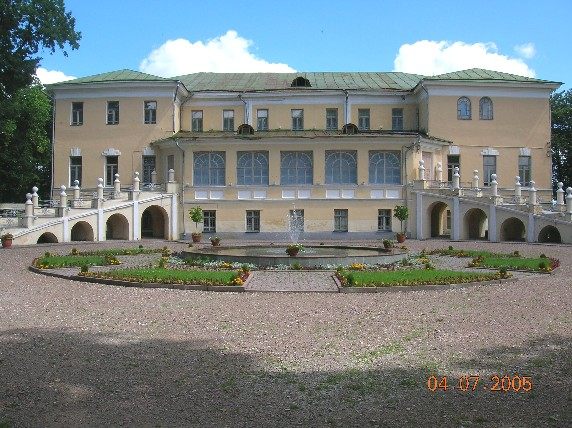
Façade du côté du parc

Le musée a été fondé le 5 décembre 1919 à l'initiative d'artistes locaux, d'enseignants et d'amateurs d'art, alors que les collections privées nationalisées après la Révolution d'Octobre menaçaient de disparaître. Une première exposition ouvre dans l'usine la plus grande de la ville, en avril 1920.  
Le musée s'installe en 1970 dans ses locaux actuels, l'ancien palais du gouverneur impérial qui avait été réaménagé dans les années 1860.

## Collection

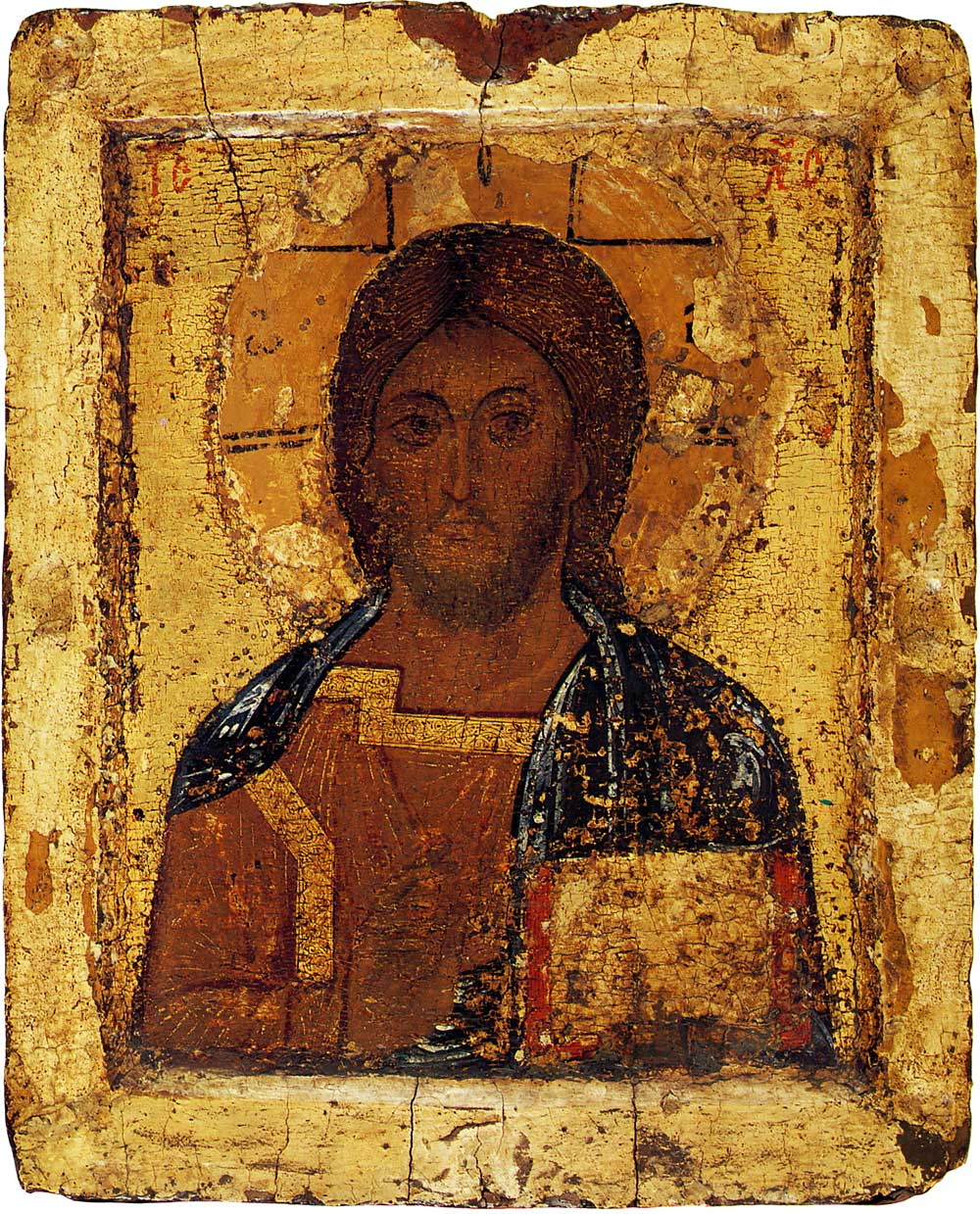
Icône du Christ Pantocrator (école de Iaroslavl, XIIIe siècle) conservée au musée

Le musée possède plus de soixante-cinq mille pièces, parmi lesquelles on peut distinguer :
- La collection d'icônes, particulièrement celles de l'école de Iaroslavl dont son célèbre Christ pantocrator du XIIIe siècle
- La collection de portraits russes du XVIIIe au XIXe siècle de petits bourgeois locaux, dans le style semi-primitiviste
- La collection de peintures russes du XIXe siècle
- La collection d'avant-garde russe (1900-1930)

## Illustrations

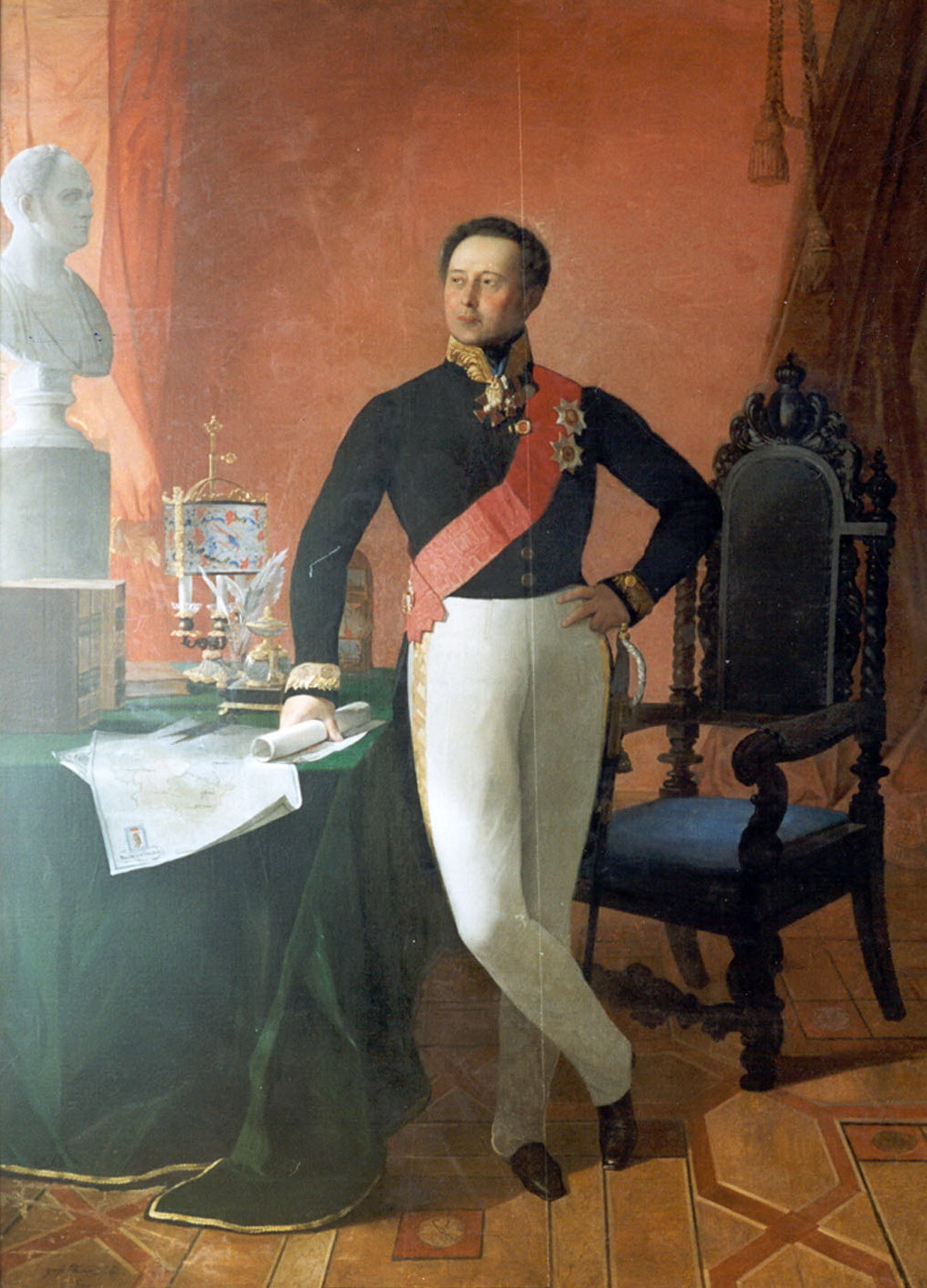
Portrait d'Alexandre Bezobrazov, gouverneur de Iaroslavl entre 1820 et 1826, auteur inconnu
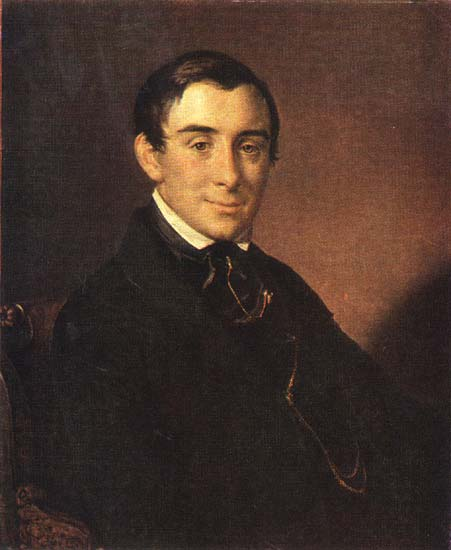
Portrait d'Alexandre Chestov (vers 1830) par Vassili Tropinine
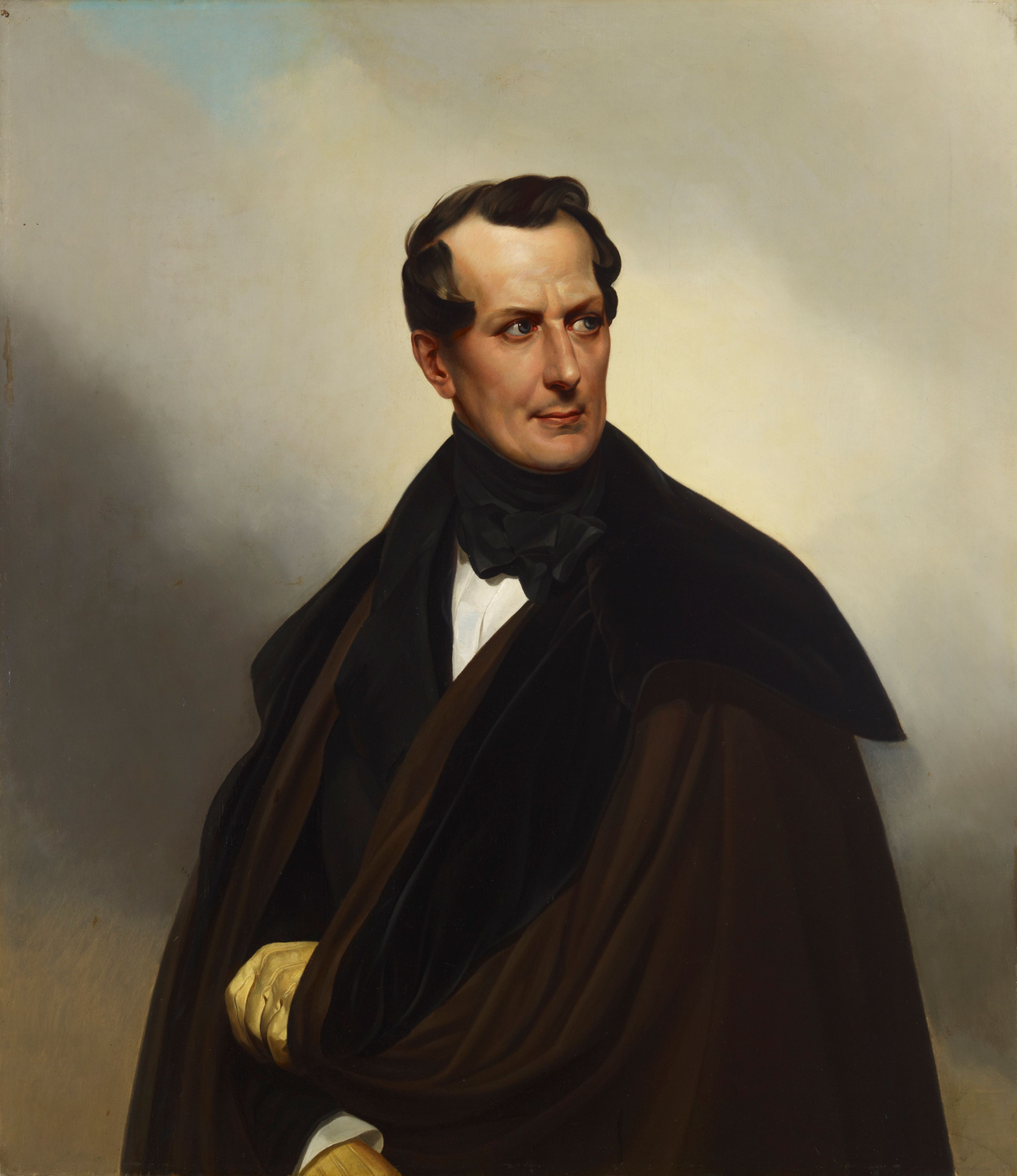
Portrait du comte Vladimir Alexeïevitch Moussine-Pouchkine (1838) par Karl Briullov
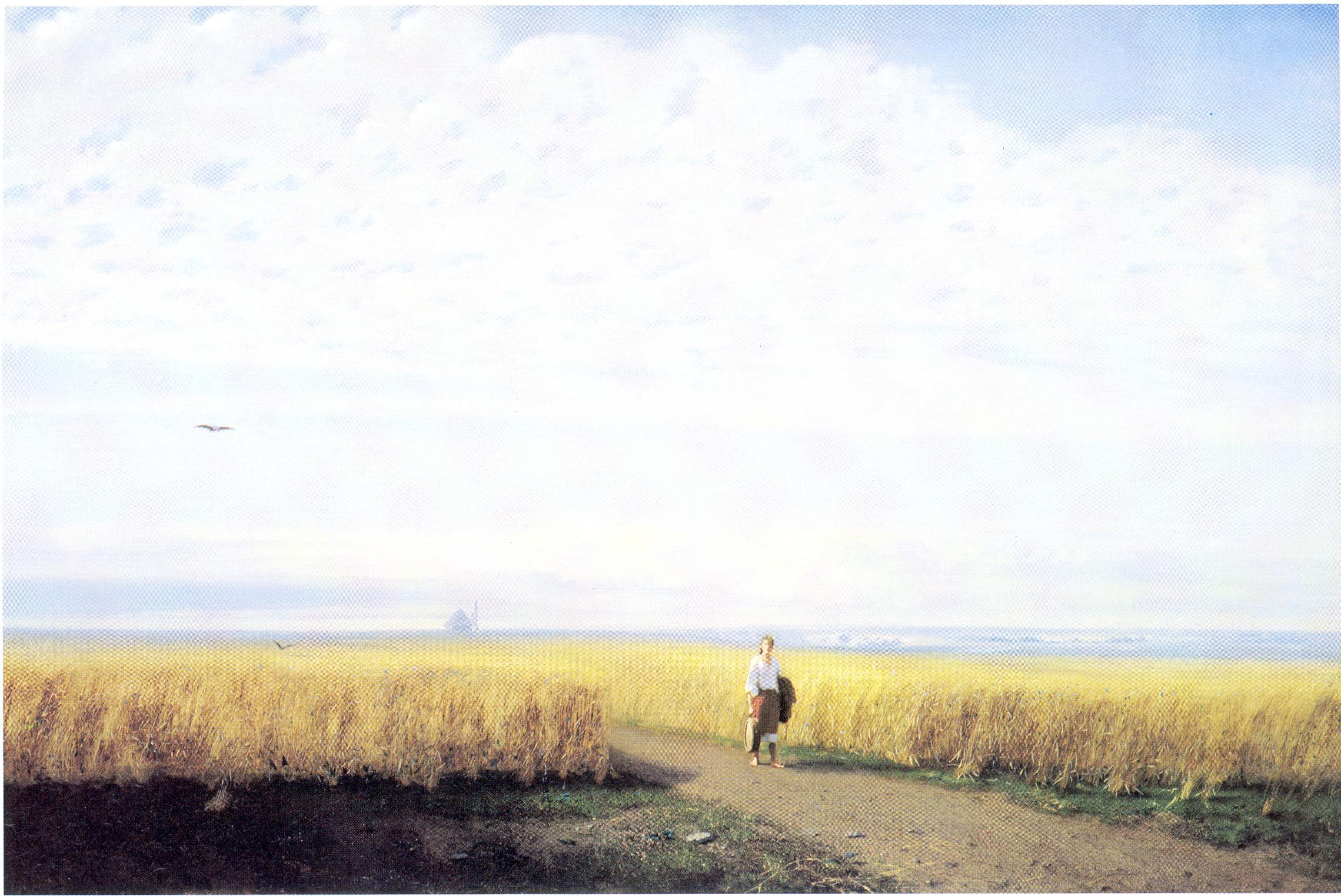
Champs dans la steppe (1875) par Arkhip Kouïndji
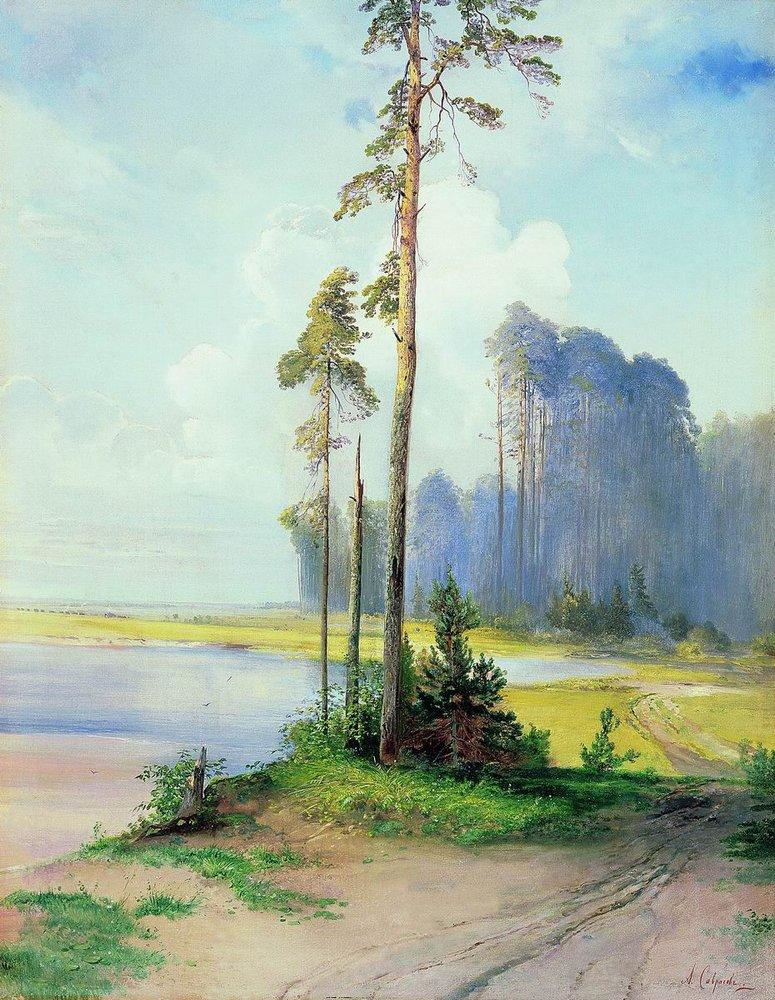
Pins en été (années 1880) par Alexeï Savrassov
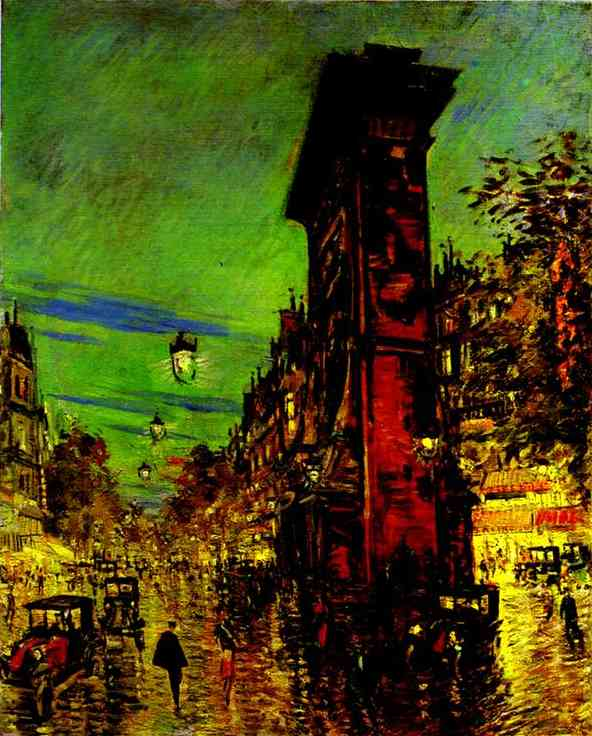
La Porte Saint-Denis à Paris (vers 1929) par Constantin Korovine

## Filiales

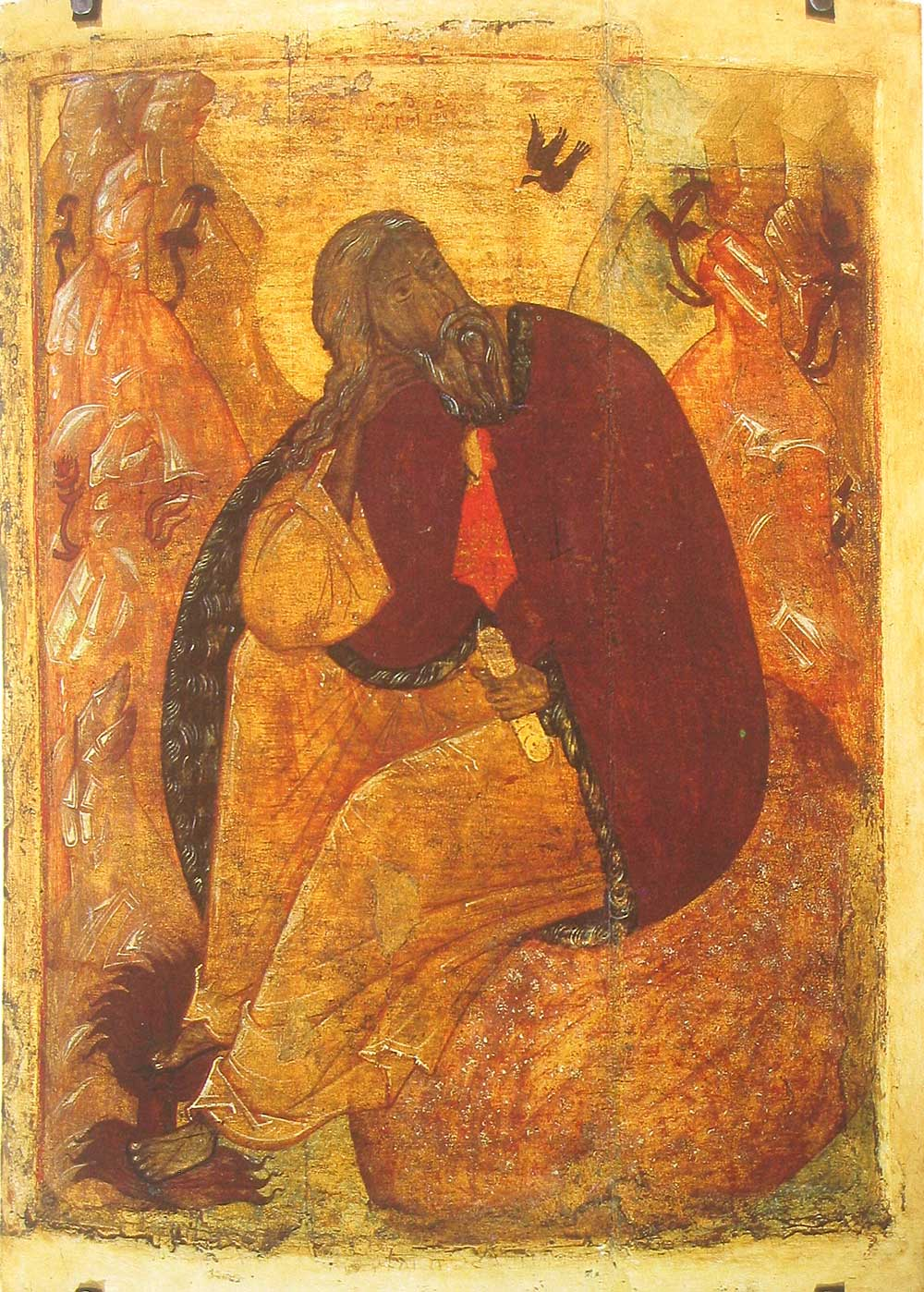
Icône du Prophète Élie dans le désert (fin du XVe siècle) 97x73cm

Le musée dispose de plusieurs filiales:
- Le parc du gouverneur (parc du musée)
- La Maison du métropolite (construite au XVIIe siècle) qui abrite la collection d'icônes du musée
- La Maison-sur-la-Novitskaïa (à Toutaïev)
- La maison-musée du sculpteur Alexandre Opékouchine (1838-1923) dans le village de Rybnitsy.

## Source
- (ru) Cet article est partiellement ou en totalité issu de l’article de Wikipédia en russe intitulé « Ярославский художественный музей » (voir la liste des auteurs).